# Trachythecium calcicola
Trachythecium calcicola är en bladmossart som beskrevs av Fleischer 1923. Trachythecium calcicola ingår i släktet Trachythecium och familjen Hypnaceae. Inga underarter finns listade i Catalogue of Life.